# تامب پیک (پالاوان)
تامب پیک (به لاتین: Thumb Peak) یک کوه در فیلیپین است که در میماروپا واقع شده‌است. تامب پیک ۱٬۲۹۶ متر بالاتر از سطح دریا واقع شده‌است.